# Impacte de la intel·ligència artificial al lloc de treball
L'impacte de la intel·ligència artificial al lloc de treball inclou tant aplicacions per millorar la seguretat i la salut dels treballadors com possibles riscos que cal controlar.

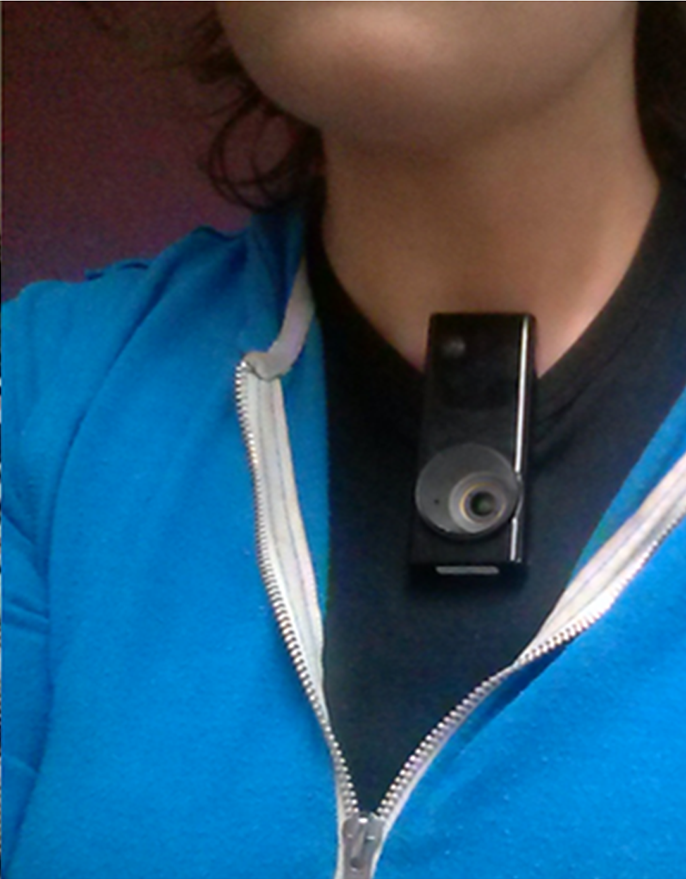
Les xarxes de sensors portàtils habilitades per IA poden millorar la seguretat i la salut dels treballadors mitjançant l'accés a dades personalitzades en temps real, però també presenten riscos psicosocials com la microgestió, la percepció de vigilància i problemes de seguretat de la informació.

Una aplicació potencial és utilitzar la IA per eliminar perills allunyant els humans de situacions perilloses que impliquen risc d'estrès, excés de treball o lesions musculoesquelètiques. L'analítica predictiva també es pot utilitzar per identificar condicions que poden conduir a perills com ara fatiga, lesions per esforços repetitius o exposició a substàncies tòxiques, la qual cosa porta a intervencions més primerenques. Una altra és optimitzar els fluxos de treball de seguretat i salut en el lloc de treball mitjançant l'automatització de tasques repetitives, la millora dels programes de formació en seguretat mitjançant la realitat virtual o la detecció i la notificació de quasi accidents.
Quan s'utilitza al lloc de treball, la IA també presenta la possibilitat de nous riscos. Aquests poden sorgir de tècniques d'aprenentatge automàtic que condueixen a un comportament imprevisible i a la incomprensió en la seva presa de decisions, o de problemes de ciberseguretat i privadesa de la informació. Molts riscos de la IA són psicosocials a causa del seu potencial per causar canvis en l'organització del treball. Aquests inclouen canvis en les habilitats requerides als treballadors, un augment de la supervisió que condueix a la microgestió, algoritmes que imiten de manera involuntària o intencionada biaixos humans indesitjables i l'assignació de la culpa dels errors de la màquina a l'operador humà. La IA també pot conduir a riscos físics en forma de col·lisions humà-robot i riscos ergonòmics de les interfícies de control i les interaccions humà-màquina. Els controls de riscos inclouen mesures de ciberseguretat i privadesa de la informació, comunicació i transparència amb els treballadors sobre l'ús de dades i limitacions dels robots col·laboratius.
Des de la perspectiva de la seguretat i la salut en el lloc de treball, només és rellevant la IA "feble" o "estreta" que s'adapta a una tasca específica, ja que hi ha molts exemples que s'utilitzen actualment o que s'espera que s'utilitzin en un futur proper. No s'espera que la IA "forta" o "general" sigui factible en un futur proper.  i la discussió dels seus riscos és més competència dels futuristes i filòsofs que no pas dels higienistes industrials.
Es preveu que certes tecnologies digitals provoquin pèrdues de llocs de treball. A partir de la dècada del 2020, l'adopció de la robòtica moderna ha provocat un creixement net de l'ocupació. Tanmateix, moltes empreses preveuen que l'automatització o l'ús de robots provocarà pèrdues de llocs de treball en el futur. Això és especialment cert per a les empreses de l'Europa Central i Oriental. Es preveu que altres tecnologies digitals, com ara plataformes o big data, tinguin un impacte més neutre en l'ocupació. Un gran nombre de treballadors tecnològics han estat acomiadats a partir del 2023; moltes d'aquestes retallades de llocs de treball s'han atribuït a la intel·ligència artificial.

## Aplicacions de salut i seguretat
Perquè s'adopti qualsevol aplicació potencial d'IA en salut i seguretat, cal que sigui acceptada tant per part dels directius com dels treballadors. Per exemple, l'acceptació dels treballadors pot veure's disminuïda per preocupacions sobre la privadesa de la informació, o per una manca de confiança i acceptació de la nova tecnologia, que pot sorgir d'una transparència o formació inadequades. :26–28, 43–45Alternativament, els directius poden emfatitzar els augments de la productivitat econòmica en lloc dels guanys en seguretat i salut dels treballadors quan implementen sistemes basats en IA.

### Eliminació de tasques perilloses

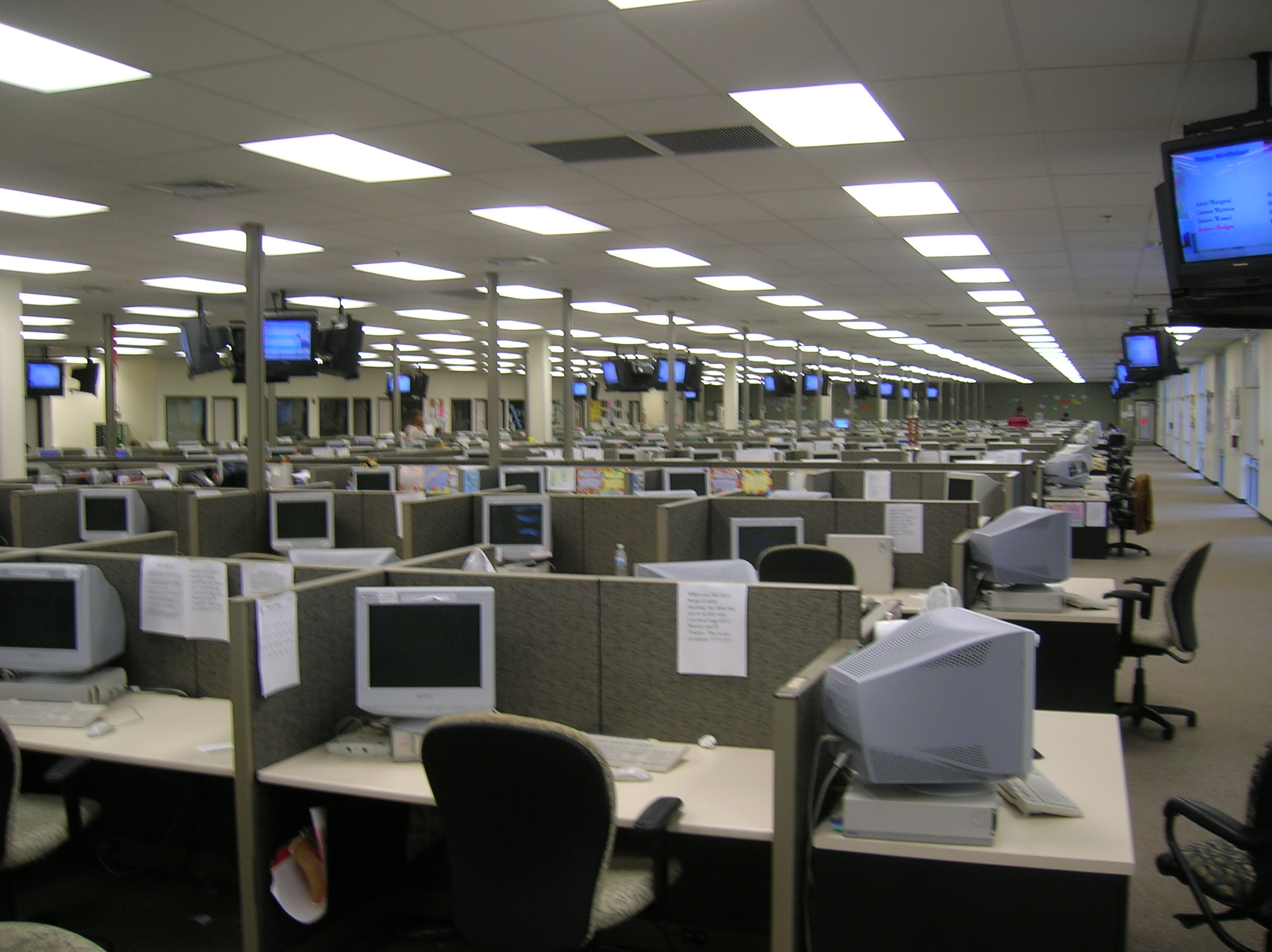
Els centres d'atenció telefònica comporten riscos psicosocials importants a causa de la vigilància i l'excés de treball. Els chatbots habilitats per IA poden treure els treballadors de les tasques més bàsiques i repetitives.

La IA pot augmentar l'abast de les tasques laborals on un treballador pot ser allunyat d'una situació que comporta risc. En cert sentit, mentre que l'automatització tradicional pot substituir les funcions del cos d'un treballador per un robot, la IA substitueix eficaçment les funcions del seu cervell per un ordinador. Els riscos que es poden evitar inclouen l'estrès, l'excés de treball, les lesions musculoesquelètiques i l'avorriment.:5–7
Això pot ampliar la gamma de sectors laborals afectats a llocs de treball de coll blanc i del sector serveis, com ara la medicina, les finances i les tecnologies de la informació. Per exemple, els treballadors dels centres d'atenció telefònica s'enfronten a importants riscos per a la salut i la seguretat a causa de la seva naturalesa repetitiva i exigent i de les seves altes taxes de microvigilància. Els chatbots habilitats per IA redueixen la necessitat que els humans realitzin les tasques més bàsiques dels centres d'atenció telefònica.:5–7

### Analítica per reduir el risc

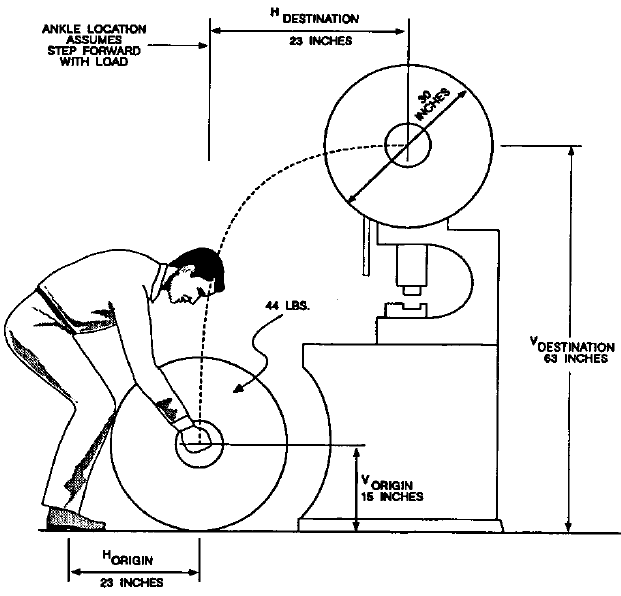
L'equació d'aixecament del NIOSH està calibrada per a un treballador sa típic per evitar lesions d'esquena, però els mètodes basats en IA poden permetre un càlcul personalitzat del risc en temps real.

L'aprenentatge automàtic s'utilitza per a l'anàlisi de persones per fer prediccions sobre el comportament dels treballadors per ajudar a la presa de decisions de gestió, com ara la contractació i l'avaluació del rendiment. També es podrien utilitzar per millorar la salut dels treballadors. L'anàlisi es pot basar en dades com ara activitats en línia, monitorització de comunicacions, seguiment de la ubicació i anàlisi de veu i llenguatge corporal d'entrevistes filmades. Per exemple, l'anàlisi de sentiments es pot utilitzar per detectar fatiga per prevenir l'excés de treball. :3–7Els sistemes de suport a la decisió tenen una capacitat similar per ser utilitzats, per exemple, per prevenir desastres industrials o fer que la resposta a desastres sigui més eficient.
Per als treballadors de manipulació manual de materials, l'anàlisi predictiva i la intel·ligència artificial es poden utilitzar per reduir les lesions musculoesquelètiques. Les directrius tradicionals es basen en mitjanes estadístiques i estan orientades a humans antropomètricament típics. L'anàlisi de grans quantitats de dades de sensors portàtils pot permetre un càlcul personalitzat en temps real del risc ergonòmic i la gestió de la fatiga, així com una millor anàlisi del risc associat a funcions laborals específiques.
Els sensors portàtils també poden permetre una intervenció més primerenca contra l'exposició a substàncies tòxiques que amb proves d'àrea o zona de respiració de forma periòdica. A més, els grans conjunts de dades generats podrien millorar la vigilància de la salut en el lloc de treball, l'avaluació de riscos i la recerca.

### Racionalització dels fluxos de treball en matèria de seguretat i salut
La IA també es pot utilitzar per fer que el flux de treball de seguretat i salut en el lloc de treball sigui més eficient. Els assistents digitals, com Amazon Alexa, Google Assistant i Apple Siri, s'estan adoptant cada cop més als llocs de treball per millorar la productivitat automatitzant tasques rutinàries. Aquestes eines basades en IA poden gestionar tasques administratives, com ara programar reunions, enviar recordatoris, processar comandes i organitzar plans de viatge. Aquesta automatització pot millorar l'eficiència del flux de treball reduint el temps dedicat a tasques repetitives, ajudant així els empleats a centrar-se en responsabilitats de més prioritat. Els assistents digitals són especialment valuosos per optimitzar els fluxos de treball d'atenció al client, on poden gestionar consultes bàsiques, reduint la demanda sobre els empleats humans. Tanmateix, encara hi ha reptes per integrar completament aquests assistents a causa de les preocupacions sobre la privadesa de les dades, la precisió i la preparació organitzativa.
Un exemple és la codificació de les reclamacions de compensació laboral, que es presenten en forma narrativa en prosa i se'ls han d'assignar manualment codis estandarditzats. S'està investigant la IA per realitzar aquesta tasca més ràpidament, de manera més econòmica i amb menys errors.
Els sistemes de realitat virtual habilitats per IA poden ser útils per a la formació en seguretat per al reconeixement de perills.
La intel·ligència artificial es pot utilitzar per detectar amb més eficiència els quasi accidents. La notificació i l'anàlisi dels quasi accidents són importants per reduir les taxes d'accidentalitat, però sovint no es notifiquen prou perquè els humans no els detecten o els treballadors no els notifiquen a causa de factors socials.

## Perills

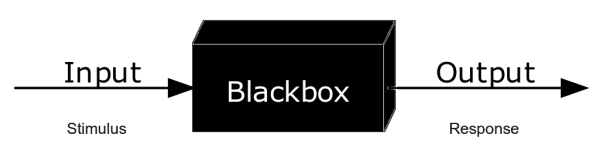
Alguns mètodes d'entrenament d'aprenentatge automàtic són propensos a la imprevisibilitat i la inscrutabilitat en la seva presa de decisions, cosa que pot comportar perills si els directius o els treballadors no poden predir o entendre el comportament d'un sistema basat en IA.

Hi ha diversos aspectes generals de la IA que poden donar lloc a perills específics. Els riscos depenen de la implementació més que no pas de la mera presència de la IA.:2–3
Els sistemes que utilitzen IA subsimbòlica, com ara l'aprenentatge automàtic, poden comportar-se de manera imprevisible i són més propensos a la inscrutabilitat en la seva presa de decisions. Això és especialment cert si es troba una situació que no formava part del conjunt de dades d'entrenament de la IA i s'agreuja en entorns menys estructurats. El comportament no desitjat també pot sorgir de defectes en la percepció del sistema (derivats ja sigui de dins del programari o de la degradació del sensor), la representació i el raonament del coneixement o d'errors de programari.:14–18Poden sorgir d'un entrenament inadequat, com ara un usuari que aplica el mateix algoritme a dos problemes que no tenen els mateixos requisits. :12–13L'aprenentatge automàtic aplicat durant la fase de disseny pot tenir implicacions diferents de les que s'aplica en temps d'execució. Els sistemes que utilitzen IA simbòlica són menys propensos a un comportament imprevisible. :14–18
L'ús de la IA també augmenta els riscos de ciberseguretat en relació amb les plataformes que no utilitzen la IA,:17i les preocupacions sobre la privadesa de la informació sobre les dades recollides poden representar un perill per als treballadors.

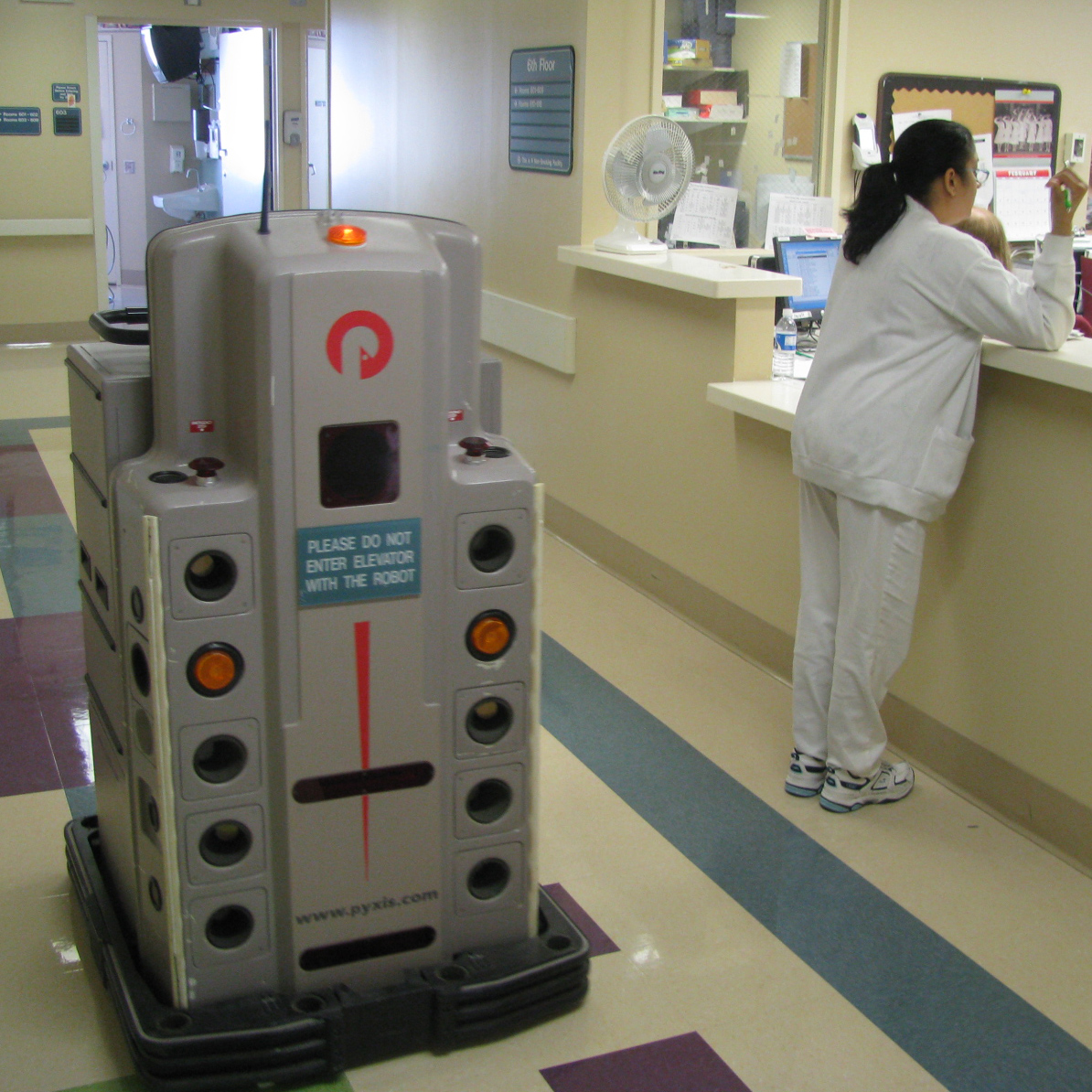
La introducció de noves tecnologies basades en la IA pot provocar canvis en les pràctiques laborals que comporten riscos psicosocials, com ara la necessitat de reciclatge professional o la por a l'atur tecnològic.

## Controls de perill
La IA, igual que altres tecnologies computacionals, requereix mesures de ciberseguretat per aturar les violacions i intrusions de programari,:17així com mesures de privadesa de la informació. La comunicació i la transparència amb els treballadors sobre l'ús de dades és un control dels riscos psicosocials derivats de qüestions de seguretat i privadesa. Les millors pràctiques proposades per als programes de monitorització de treballadors patrocinats per l'empresari inclouen l'ús només de tecnologies de sensors validades; garantir la participació voluntària dels treballadors; cessar la recopilació de dades fora del lloc de treball; divulgar tots els usos de les dades; i garantir l'emmagatzematge segur de dades.
Per als cobots industrials equipats amb sensors habilitats per IA, l'Organització Internacional per a l'Estandardització (ISO) va recomanar: (a) controls d'aturada monitoritzats relacionats amb la seguretat; (b) guia del cobot per la mà humana; (c) controls de monitorització de velocitat i separació; i (d) limitacions de potència i força. Els cobots habilitats per IA en xarxa poden compartir millores de seguretat entre ells. La supervisió humana és un altre control de perill general per a la IA.:12–13

## Gestió de riscos
Tant les aplicacions com els riscos derivats de la IA es poden considerar com a part dels marcs existents per a la gestió de riscos de salut i seguretat laboral. Com passa amb tots els riscos, la identificació de riscos és més eficaç i menys costosa quan es fa en la fase de disseny.
La vigilància de la salut en el lloc de treball, la recopilació i l'anàlisi de dades de salut dels treballadors, és un repte per a la IA perquè les dades laborals sovint es presenten de manera agregada i no proporcionen desglossaments entre diferents tipus de treball, i se centren en dades econòmiques com ara salaris i taxes d'ocupació en lloc del contingut de competències dels llocs de treball. Els indicadors aproximats del contingut de competències inclouen els requisits educatius i les classificacions de treballs rutinaris versus no rutinaris, i cognitius versus físics. Tanmateix, és possible que aquests encara no siguin prou específics per distingir ocupacions específiques que tenen impactes diferents de la IA. La Xarxa d'Informació Ocupacional del Departament de Treball dels Estats Units és un exemple de base de dades amb una taxonomia detallada de les competències. A més, les dades sovint es presenten a nivell nacional, tot i que hi ha molta variació geogràfica, especialment entre les zones urbanes i les rurals.

## Estàndards i regulació
A 2019, ISO was developing a standard on the use of metrics and dashboards, information displays presenting company metrics for managers, in workplaces.The standard is planned to include guidelines for both gathering data and displaying it in a viewable and useful manner.:11
A la Unió Europea, el Reglament general de protecció de dades, tot i que està orientat a les dades dels consumidors, també és rellevant per a la recollida de dades al lloc de treball. Els interessats, inclosos els treballadors, tenen "dret a no ser objecte d'una decisió basada únicament en el tractament automatitzat". Altres directives pertinents de la UE inclouen la Directiva de màquines (2006/42/CE), la Directiva d'equips radioelèctrics (2014/53/UE) i la Directiva general de seguretat dels productes (2001/95/CE).:10, 12–13